# Luis Romo
Luis Francisco Romo Barrón (Ahome, 1995. június 5. –) a mexikói válogatott olimpiai bronzérmes labdarúgója, aki 2022 óta a CF Monterreyben játszik középpályásként.

## Pályafutása

### Klubcsapatokban
2011-ben még a fővárosi Cruz Azul U15-ös csapatában játszott, de a következő évben a Querétaróhoz került, ahol egészen 2019-ig maradt: ebben az időszakban, egészen pontosan 2018. július 20-án egy Atlas elleni mérkőzésen mutatkozott be a felnőtt első osztályú bajnokságban is. 2020-ban visszatért a Cruz Azulhoz, ahol 2021-ig maradt, miközben a 2021-es Clausura szezonban bajnoki címet is szerzett velük, majd a 2022-es évet már a Monterreyben kezdte meg.

### A válogatottban
A felnőtt válogatottban először 24 évesen, 2019. november 19-én, egy Bermuda elleni CONCACAF Nemzetek Ligája-mérkőzésen lépett pályára, majd ezek után rendszeres kerettaggá vált, játszott barátságos mérkőzéseken és világbajnoki selejtezőkön is. Első gólját szintén a Nemzetek Ligájában szerezte, méghozzá Jamaica ellen 2022 nyarán. Tagja volt a 2020-ban a tokiói olimpián bronzérmet nyert válogatottnak, 2022-ben pedig beválogatták a világbajnokságon szereplő mexikói keretbe is.

#### Mérkőzései a válogatottban
| Mexikó | Mexikó               | Mexikó                                 | Mexikó           | Mexikó   | Mexikó     | Mexikó                   | Mexikó | Mexikó    |
| #      | Dátum                | Helyszín                               | Hazai            | Eredmény | Vendég     | Kiírás                   | Gólok  | Esemény   |
| ------ | -------------------- | -------------------------------------- | ---------------- | -------- | ---------- | ------------------------ | ------ | --------- |
| 1.     | 2019. november 19.   | Toluca de Lerdo, Estadio Nemesio Díez  | Mexikó           | 2 – 1    | Bermuda    | CONCACAF Nemzetek Ligája | 0      |           |
| 2.     | 2020. szeptember 30. | Mexikóváros, Estadio Azteca            | Mexikó           | 3 – 0    | Guatemala  | barátságos               | 0      |           |
| 3.     | 2020. október 7.     | Amszterdam, Johan Cruijff Arena        | Hollandia        | 0 – 1    | Mexikó     | barátságos               | 0      | 77'       |
| 4.     | 2020. október 13.    | Hága, Cars Jeans Stadion               | Mexikó           | 2 – 2    | Algéria    | barátságos               | 0      | 73'       |
| 5.     | 2020. november 17.   | Grác, Merkur Arena                     | Japán            | 0 – 2    | Mexikó     | barátságos               | 0      |           |
| 6.     | 2021. március 30.    | Bécsújhely, Bécsújhelyi stadion        | Costa Rica       | 0 – 1    | Mexikó     | barátságos               | 0      |           |
| 7.     | 2021. június 3.      | Denver, Empower Field at Mile High     | Mexikó           | 0 – 0    | Costa Rica | CONCACAF Nemzetek Ligája | 0      | 58'       |
| 8.     | 2021. június 6.      | Denver, Empower Field at Mile High     | Egyesült Államok | 3 – 2    | Mexikó     | CONCACAF Nemzetek Ligája | 0      | 66'       |
| 9.     | 2021. június 12.     | Atlanta, Mercedes-Benz Stadion         | Mexikó           | 0 – 0    | Honduras   | barátságos               | 0      |           |
| 10.    | 2021. június 30.     | Nashville, Nissan Stadion              | Mexikó           | 3 – 0    | Panama     | barátságos               | 0      | 89'       |
| 11.    | 2021. szeptember 2.  | Mexikóváros, Estadio Azteca            | Mexikó           | 2 – 1    | Jamaica    | vb-selejtező             | 0      | 90+1'     |
| 12.    | 2021. szeptember 5.  | San José, Costa Rica-i Nemzeti Stadion | Costa Rica       | 0 – 1    | Mexikó     | vb-selejtező             | 0      | 76'       |
| 13.    | 2021. szeptember 8.  | Panamaváros, Estadio Rommel Fernández  | Panama           | 1 – 1    | Mexikó     | vb-selejtező             | 0      |           |
| 14.    | 2021. október 7.     | Mexikóváros, Estadio Azteca            | Mexikó           | 1 – 1    | Kanada     | vb-selejtező             | 0      | 80'       |
| 15.    | 2021. október 10.    | Mexikóváros, Estadio Azteca            | Mexikó           | 3 – 0    | Honduras   | vb-selejtező             | 0      | 77'       |
| 16.    | 2021. október 13.    | San Salvador, Estadio Cuscatlán        | Salvador         | 0 – 2    | Mexikó     | vb-selejtező             | 0      |           |
| 17.    | 2021. november 12.   | Cincinnati, TQL Stadium                | Egyesült Államok | 2 – 0    | Mexikó     | vb-selejtező             | 0      | 45+1' 74' |
| 18.    | 2022. január 30.     | Mexikóváros, Estadio Azteca            | Mexikó           | 0 – 0    | Costa Rica | vb-selejtező             | 0      | 46'       |
| 19.    | 2022. február 2.     | Mexikóváros, Estadio Azteca            | Mexikó           | 1 – 0    | Panama     | vb-selejtező             | 0      | 82'       |
| 20.    | 2022. március 30.    | Mexikóváros, Estadio Azteca            | Mexikó           | 2 – 0    | Salvador   | vb-selejtező             | 0      | 73'       |
| 21.    | 2022. május 28.      | Arlington, AT&T Stadion                | Mexikó           | 2 – 1    | Nigéria    | barátságos               | 0      | 78'       |
| 22.    | 2022. június 5.      | Chicago, Soldier Field                 | Mexikó           | 0 – 0    | Ecuador    | barátságos               | 0      | 89'       |
| 23.    | 2022. június 11.     | Torreón, Estadio TSM Corona            | Mexikó           | 3 – 0    | Suriname   | CONCACAF Nemzetek Ligája | 0      |           |
| 24.    | 2022. június 14.     | Kingston, Függetlenség Park            | Jamaica          | 1 – 1    | Mexikó     | CONCACAF Nemzetek Ligája | 1      | 45+3'     |
| 25.    | 2022. augusztus 31.  | Atlanta, Mercedes-Benz Stadion         | Mexikó           | 0 – 1    | Paraguay   | barátságos               | 0      | 83'       |
| 26.    | 2022. november 9.    | Gerona, Estadio Montilivi              | Mexikó           | 4 – 0    | Irak       | barátságos               | 0      | 46'       |
| 27.    | 2022. november 16.   | Gerona, Estadio Montilivi              | Mexikó           | 1 – 2    | Svédország | barátságos               | 0      | 62'       |
|        | Összesen             |                                        |                  | 27       | mérkőzés   |                          | 1      | gól       |